# Henry Holland, 1. Viscount Knutsford

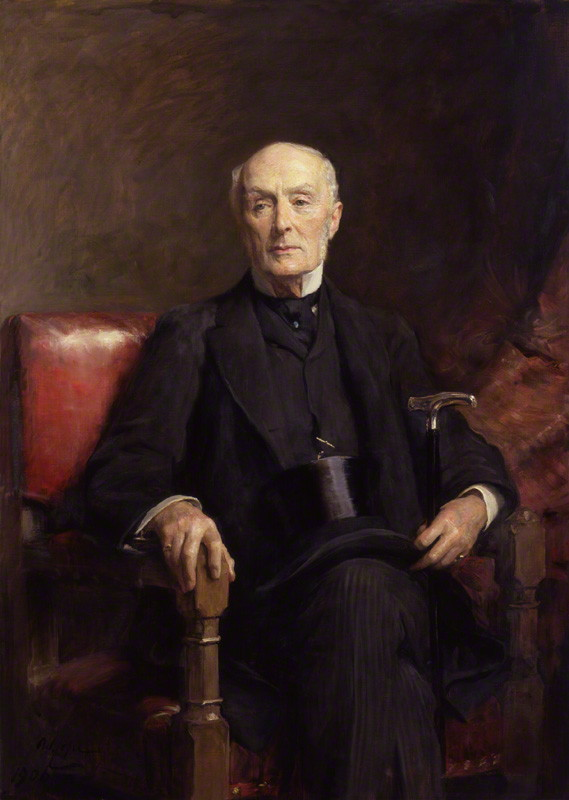
Henry Holland, 1. Viscount Knutsford (Gemälde von Sir Arthur Stockdale Cope, 1906)

Henry Thurstan Holland, 1. Viscount Knutsford, GCMG, PC (* 3. August 1825 in Knutsford, Cheshire; † 29. Januar 1914 ebenda) war ein britischer Politiker der Conservative Party, der unter anderem von 1874 bis 1888 Mitglied des Unterhauses (House of Commons) sowie von 1887 bis 1892 Kolonialminister war. 1888 wurde er als Baron Knutsford zum erblichen Peer erhoben und gehörte damit bis zu seinem Tod 1914 dem Oberhaus (House of Lords) an. 1895 wurde er zudem zum Viscount Knutsford erhoben und bekleidete von 1910 bis 1914 das Ehrenamt als Subprior des Order of Saint John.

## Leben

### Herkunft
Henry Thurstan Holland war der ältere Sohn des Arztes und Reisenden Sir Henry Holland, 1. Baronet (1788–1873) und dessen erster Ehefrau Margaret Emma Caldwell († 1830). Seine Schwester Emily Mary Holland († 1908) war die Ehefrau von Charles Buxton (1822/1823–1871), der von 1857 bis zu dessen Tod 1871 ebenfalls Mitglied des Unterhauses war. Sein jüngerer Bruder Francis James Holland (1828–1907) war Geistlicher der Church of England und zeitweilig Kaplan von Königin Victoria und Ehrenkaplan Eduard VII. Eduard VII. sowie von 1882 bis 1907 Kanoniker an der Kathedrale von Canterbury.

### Rechtsanwalt und Unterhausabgeordneter
Er selbst absolvierte nach dem Besuch der Harrow School ein Studium an der University of Oxford, welches er mit einem Bachelor of Arts (B.A.) beendete. Er erhielt am Inner Temple seine Gerichtszulassung als Barrister und nahm daraufhin eine anwaltliche Tätigkeit auf. 1867 wurde er Rechtsberater des Kolonialministeriums (Colonial Office) und fungierte im Anschluss von 1870 bis 1874 als Assistierender Unterstaatssekretär im Kolonialministerium. Bei Tod seines Vaters am 27. Oktober 1873 erbte er dessen 1853 in der Baronetage of the United Kingdom verliehenen Adelstitel als 2. Baronet, of Sandlebridge in the County of Cheshire.
Nachdem der bisherige Abgeordnete Charles Perceval am 2. August 1874 den Titel als 7. Earl of Egmont geerbt hatte und dadurch Mitglied des Oberhauses wurde, wurde Holland bei der dadurch erforderlichen Nachwahl (By-election) für die Conservative Party im Wahlkreis Midhurst am 23. September 1874 erstmals zum Mitglied des Unterhauses (House of Commons) gewählt und vertrat diesen Wahlkreis nach seiner Wiederwahl am 31. März 1880 bis zur Auflösung dieses Wahlkreises am 24. November 1885. 1875 wurde er zum Companion des Order of St Michael and St George (CMG) ernannt sowie am 14. April 1877 zum Knight Commander des Order of St Michael and St George (KCMG) erhoben. Aufgrund seiner anwaltlichen Verdienste erfolgte 1881 seine Ernennung zum sogenannten „Bencher“ der Anwaltskammer von Inner Temple.

### Bildungsminister, Kolonialminister und Oberhausmitglied

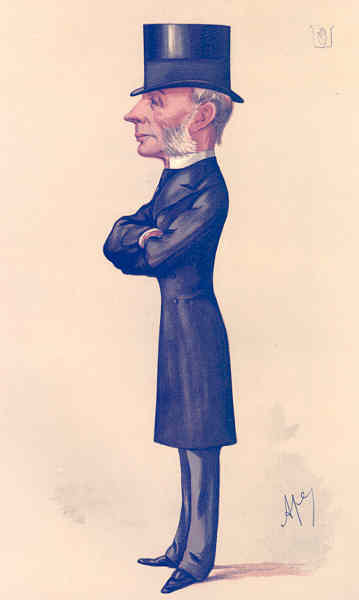
Sir Henry Holland (Karikatur „The Colonies“ von Carlo Pellegrini im Magazin „Vanity Fair“; 29. Januar 1887)

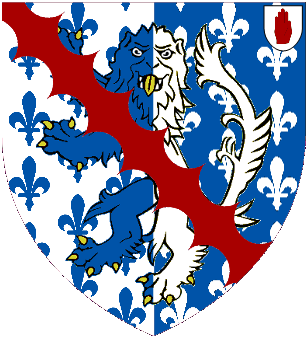
Wappen der Viscounts Knutsford

Im Kabinett Salisbury I fungierte Holland zunächst vom 24. Juni bis zum 17. September 1885 als Finanzsekretär im Schatzamt (Financial Secretary to the Treasury) und wurde zum Mitglied des Privy Council (PC) ernannt, ein politisches Beratungsgremium des britischen Monarchen. Als Nachfolger von Edward Stanhope übernahm er daraufhin am 17. September 1885 als Vice-President of the Committee of the Council on Education den Posten als Bildungsminister und hatte diesen bis zum 28. Januar 1886 inne.
Am 24. November 1885 wurde er im neu geschaffenen Wahlkreis Hampstead wieder zum Mitglied des Unterhauses gewählt und vertrat diesen Wahlkreis bis zu seinem Mandatsverzicht am 23. Februar 1888, woraufhin sein Parteifreund Edward Brodie Hoare bei der dadurch erforderlichen Nachwahl am 28. Februar 1888 zum neuen Unterhausabgeordneten gewählt wurde. Im Kabinett Salisbury II hatte er vom 3. August 1886 bis zum 14. Januar 1887 zunächst erneut den Posten als Bildungsminister inne, woraufhin William Hart Dyke als President of the Board of Education neuer Bildungsminister wurde. Am 18. Februar 1886 wurde er für seine Verdienste darüber hinaus zum Knight Grand Cross des Order of St Michael and St George (GCMG) erhoben. Am 14. Januar 1887 löste er im Zuge der Umbildung des zweiten Kabinett Salisbury abermals Edward Stanhope ab und bekleidete bis zum 11. August 1892 das Amt des Kolonialministers (Secretary for the Colonies).
Holland, der sich als Trustee der National Portrait Gallery in London engagierte, wurde am 23. Februar 1888 als 1. Baron Knutsford, of Knutsford, in the County of Chester in der Peerage of the United Kingdom in den erblichen Adelsstand erhoben und gehörte damit bis zu seinem Tod am 29. Januar 1914 dem Oberhaus (House of Lords) an. Am 3. August 1895 wurde er des Weiteren zum 1. Viscount Knutsford, of Knutsford, in the County of Chester, erhoben und bekleidete von 1910 bis zu seinem Tod 1914 das Ehrenamt als Subprior des Order of Saint John, woraufhin Robert Windsor-Clive, 1. Earl of Plymouth 1915 neuer Subprior wurde. Darüber hinaus fungierte er zeitweilig als Deputy Lieutenant (DL) der Grafschaft Middlesex sowie als Friedensrichter (Justice of the Peace) der Grafschaften Surrey und London.

### Familie
Henry Thurston Holland war zwei Mal verheiratet, und zwar am 18. August 1858 in erster Ehe mit Elizabeth Margaret Hibbert († 1855), Tochter des Rechtsanwalts Nathaniel Hibbert (1794–1865). 
Aus dieser Ehe gingen die drei Kinder Hon. Edith Emily Holland (1853–1923), Hon. Sydney George Holland (1855–1931) und Hon. Arthur Henry Holland-Hibbert (1855–1935). Hon. Sydney George Holland erbte beim Tod des Vaters 1914 dessen Adelstitel als 2. Viscount, während Hon. Arthur Henry Holland-Hibbert bei dessen Tod 1931 der 3. Viscount wurde.
Nach dem Tod seiner ersten Ehefrau am 12. April 1855 heiratete er am 25. November 1858 in zweiter Ehe Margaret Jean Trevelyan (1835–1906), deren Vater Sir Charles Trevelyan, 1. Baronet (1807–1886) unter anderem von 1859 bis 1860 Gouverneur von Madras war. Aus dieser Ehe gingen die vier Kinder Hon. Henry Macaulay Holland (1859–1878), Hon. Margaret Alice Holland (1862–1937), Hon. Cecil Trevelyan Holland (1862–1941) und Hon. Lionel Raleigh Holland (1865–1936) hervor. Der jüngste Sohn Hon. Lionel Raleigh Holland war von 1895 bis 1899 für die Conservative Party ebenfalls Unterhausabgeordneter.